# Bombardování Elistanži kazetovými bombami
K bombardování Elistanži kazetovými bombami došlo 7. října 1999 v Čečensku, když dva ruské taktické bombardéry Suchoj Su-24 svrhly několik kazetových pum na zřejmě nebráněnou horskou vesnici Elistanži (čečensky Элистанжа, rusky Элистанжи).
Při náletu bylo zabito nejméně 34 osob (některé zdroje uvádí až 48) a zraněno asi 20 až 100 osob v malé vesnici, převážně ženy a děti. Nejméně devět dětí bylo podle zpráv zabito, když jedna z pum zasáhla místní školu. Svědci i oběti tvrdili, že ve vesnici se jak před bombardováním, tak i v průběhu něho žádné vojenské cíle nenacházely. Zástupci ruské skupiny pro lidská práva Memorial navštívili Elistanži krátce po útoku a nenašli žádný důkaz o přítomnosti čečenských ozbrojených separatistů.